# Josef Jureček
Josef Jureček (4. října 1898 Děhylov – 22. března 1942 Auschwitz) byl český učitel a oběť nacismu.

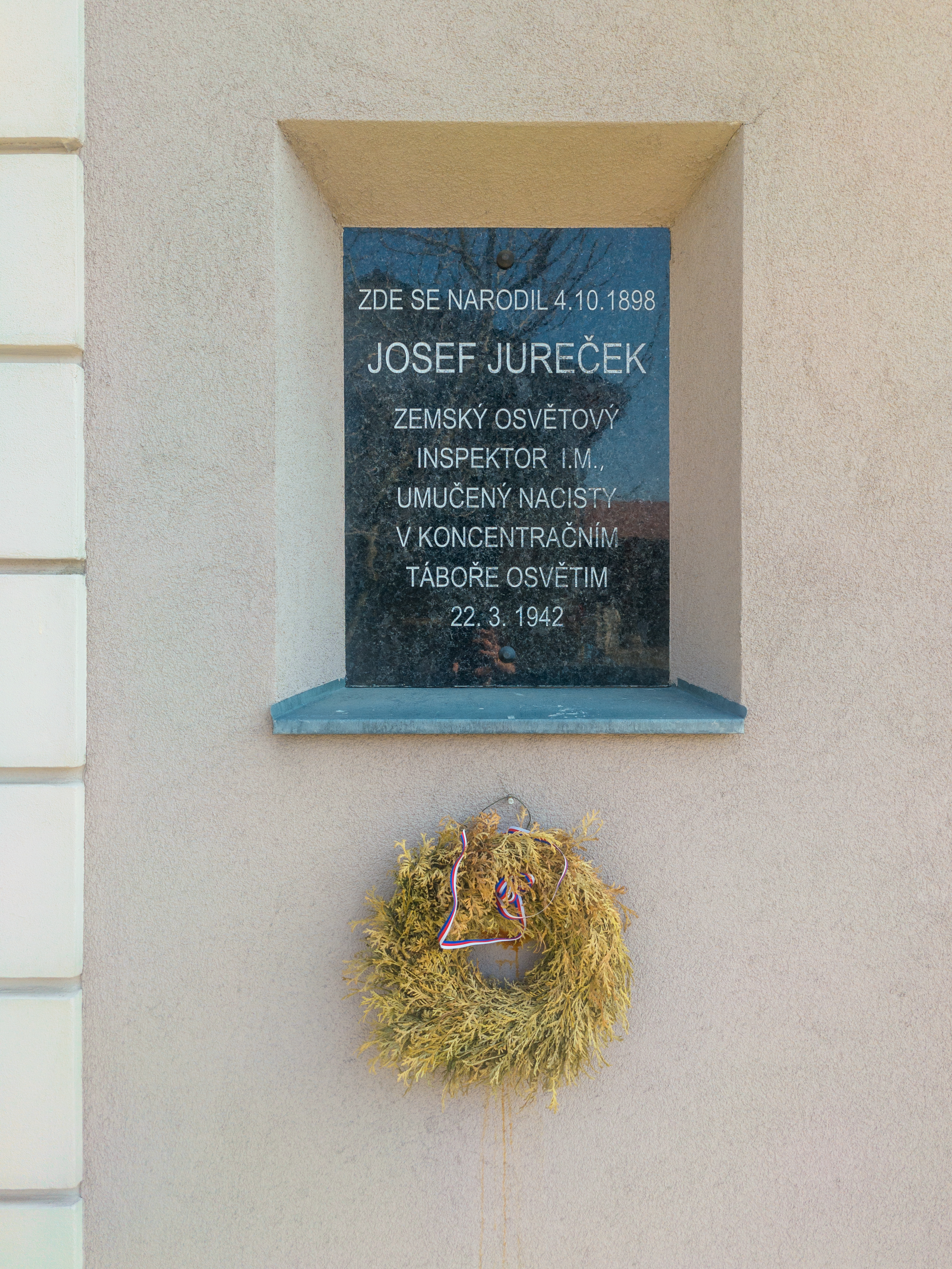
Pamětní deska Josefa Jurečky v Děhylově

## Život
Josef Jureček se narodil 4. října 1898 v Děhylově na Opavsku. Vystudoval gymnázium v Opavě a ve stejném městě poté působil jako učitel na měšťanské škole. Byl aktivním Sokolem, věnoval se osvětové činnosti a organizoval kulturní akce. Psal články do Věstníku Matice opavské a denního tisku, přispíval do příležitostných publikací. Po Mnichovské dohodě a odstoupení českého pohraničí nacistickému Německu na podzim 1938 byl nucen odejít do Ostravy, kde působil jako krajský osvětový referent a učitel na Odborné škole pro ženská povolání ve Vítkovicích. Za aktivity v Sokole byl zatčen gestapem a 22. března 1942 zahynul v koncentračním táboře Auschwitz.

## Publikační činnost
- Vojtěch Martínek, Josef Jureček - Od Ostravice k Radhošti (Kulturní rada pro širší Ostravsko, 1941)

## Posmrtná ocenění
- Josef Jureček byl in memoriam ustanoven zemským osvětovým inspektorem
- Josefu Jurečkovi byla na jeho rodném domě v Děhylově odhalena pamětní deska